# Merian C. Cooper
Merian Caldwell Cooper (Jacksonville, 24 de outubro de 1893 - San Diego, 21 de abril de 1973) foi um cineasta e produtor de cinema norte-americano.

## Filmografia

### Produtor
- Best of Cinerama (1963)
- Seven Wonders of the World (1956)
- The Searchers (1956)
- The Sun Shines Bright (1953)
- This Is Cinerama (1952)
- The Quiet Man (1952)
- Rio Grande (1950)
- Wagon Master (1950)
- She Wore a Yellow Ribbon (1949)
- Mighty Joe Young (1949)
- 3 Godfathers (1948)
- Fort Apache (1948)
- The Fugitive (1947)
- Dr. Cyclops (1940)
- The Toy Wife (1938)
- Dancing Pirate (1936)
- The Last Days of Pompeii (1935)
- She (1935)
- Kentucky Kernels (1934)
- Finishing School (1934)
- Sing and Like It (1934)
- This Man Is Mine (1934)
- Success at Any Price (1934)
- Spitfire (1934)
- Keep 'Em Rolling (1934)
- The Lost Patrol (1934)
- Hips, Hips, Hooray! (1934)
- Two Alone (1934)
- Long Lost Father (1934)
- The Meanest Gal in Town (1934)
- Flying Down to Rio (1933)
- The Son of Kong (1933)
- If I Were Free (1933)
- The Right to Romance (1933)
- Little Women (1933)
- Chance at Heaven (1933)
- After Tonight (1933)
- Ace of Aces (1933)
- Headline Shooter (1933)
- Aggie Appleby Maker of Men (1933)
- Flaming Gold (1933)
- Midshipman Jack (1933)
- Rafter Romance (1933)
- One Man's Journey (1933)
- Blind Adventure (1933)
- Morning Glory (1933)
- No Marriage Ties (1933)
- Before Dawn (1933)
- Double Harness (1933)
- Flying Devils (1933)
- Bed of Roses (1933)
- Melody Cruise (1933)
- Professional Sweetheart (1933)
- Cross Fire (1933)
- Diplomaniacs (1933)
- The Silver Cord (1933)
- King Kong (1933)
- Lucky Devils (1933)
- The Monkey's Paw (1933)
- The Phantom of Crestwood (1932)
- The Most Dangerous Game (1932)
- Chang: A Drama of the Wilderness (1927)
- Grass: A Nation's Battle for Life (1925)

### Diretor
- This Is Cinerama (1952)
- The Last Days of Pompeii (1935) (uncredited)
- King Kong (1933)
- The Four Feathers (1929)
- Chang: A Drama of the Wilderness (1927)
- Grass: A Nation's Battle for Life (1925)

## Principais prêmios e indicações
- Indicado ao Oscar de melhor filme em 1953 por The Quiet Man (1952)
- Ganhou um Oscar Honorário em 1953 por sua contribuição ao cinema
- Ganhou o Medal of Honor no Photoplay Awards em 1933 pelo filme Little Women (1933)
- Possui uma estrela na Calçada da Fama